# جويل ميرو
جويل ميرو (بالفنلندية: Joel Mero)‏ (7 فبراير 1995 بتوركو في فنلندا - ) هو لاعب كرة قدم فنلندي في مركز الدفاع. شارك مع منتخب فنلندا تحت 17 سنة لكرة القدم ومنتخب فنلندا تحت 18 سنة لكرة القدم ومنتخب فنلندا تحت 19 سنة لكرة القدم ومنتخب فنلندا تحت 21 سنة لكرة القدم. أما مع النوادي، فقد لعب مع نادي لاهتي وBorussia Mönchengladbach II ‏ وFC KooTeePee ‏ وKotkan Työväen Palloilijat ‏.

## وصلات خارجية
- جويل ميرو على موقع الاتحاد الأوربي (الإنجليزية)
- جويل ميرو على موقع قاعدة بيانات كرة القدم.إي يو (الإنجليزية)
- جويل ميرو على موقع Soccerbase.com (لاعب) (الإنجليزية)
- جويل ميرو على موقع Soccerway.com (الإنجليزية)
- جويل ميرو على موقع عالم كرة القدم.نت (الإنجليزية)
- جويل ميرو على موقع AS.com (الإسبانية)